# Maryon Pittman Allen
Maryon Pittman, coniugata Allen (Meridian, 30 novembre 1925 – Birmingham, 23 luglio 2018), è stata una giornalista e politica statunitense.
Dopo la morte del marito divenne senatrice, una delle due sole donne allora in carica.

## Biografia
Nata in Mississippi nel 1925, l'anno successivo la famiglia si trasferì in Alabama, dove Maryon crebbe. Mentre ancora frequentava il college, nel 1946 si sposò con Joshua Mullins, col quale ebbe tre figli. Divorziò da Mullins nel 1959, dedicandosi allora al giornalismo. Assunta dal quotidiano Birmingham News, nel 1964 intervistò l'allora vice-governatore dell'Alabama James B. Allen; i due presto cominciarono una relazione, sposandosi pochi mesi più tardi.
Dopo il termine del mandato in Alabama nel 1968, il marito venne eletto al Senato, dove divenne uno dei politici maggiormente avversi alle amministrazioni repubblicane di Richard Nixon e Gerald Ford. La moglie lo seguì a Washington, dove continuò l'attività giornalistica come inviata per i quotidiani dell'Alabama.
James B. Allen morì improvvisamente nel giugno 1978 per un attacco cardiaco, e il governatore dell'Alabama George Wallace nominò la moglie come sua sostituta al Senato, dove assieme a Muriel Humphrey Brown era l'unica donna parlamentare. Come senatrice Maryon Allen continuò le politiche anti-repubblicane del marito, succedendolo anche nelle varie commissioni parlamentari di cui faceva parte. Era una forte avversaria dell'Equal Rights Amendment, e supportò una mozione (poi fallita) che permetteva agli Stati di rescindere la ratifica all'emendamento.
Nel novembre 1978 il governatore Wallace aveva indetto un'elezione speciale per il seggio senatoriale dell'Alabama, e avendo la senatrice espresso la volontà di candidarsi, l'aveva apertamente sostenuta. Nonostante sembrasse favorita per l'elezione, la candidatura di Maryon Allen venne presto minata da un'intervista concessa al Washington Post nella quale criticava Wallace e la defunta moglie Lurleen, e ciò le costò la nomination alle successive primarie democratiche di settembre. Alle elezioni di novembre supportò allora l'amico di famiglia repubblicano James D. Martin, ma anch'egli fallì e venne eletto nuovo senatore il democratico Donald W. Stewart.
Ironicamente, dopo la fine del mandato lavorò come editorialista per lo stesso Washington Post, tornando in seguito a Birmingham dove fondò un'azienda di design. Si spense nel 2018.